# الدين في ترانسنيستريا
تظهر الإحصاءات الرسمية لجمهورية بريدنستروفيا المولدافية (ترانسنيستريا) أن 91 في المائة من سكان ترانسنيستريا يلتزمون بالمسيحية الأرثوذكسية الشرقية، مع انضمام 4 في المائة إلى الكنيسة الكاثوليكية. يقع الروم الكاثوليك بشكل رئيسي في شمال ترانسنيستريا، حيث تعيش أقلية بولندية بارزة.

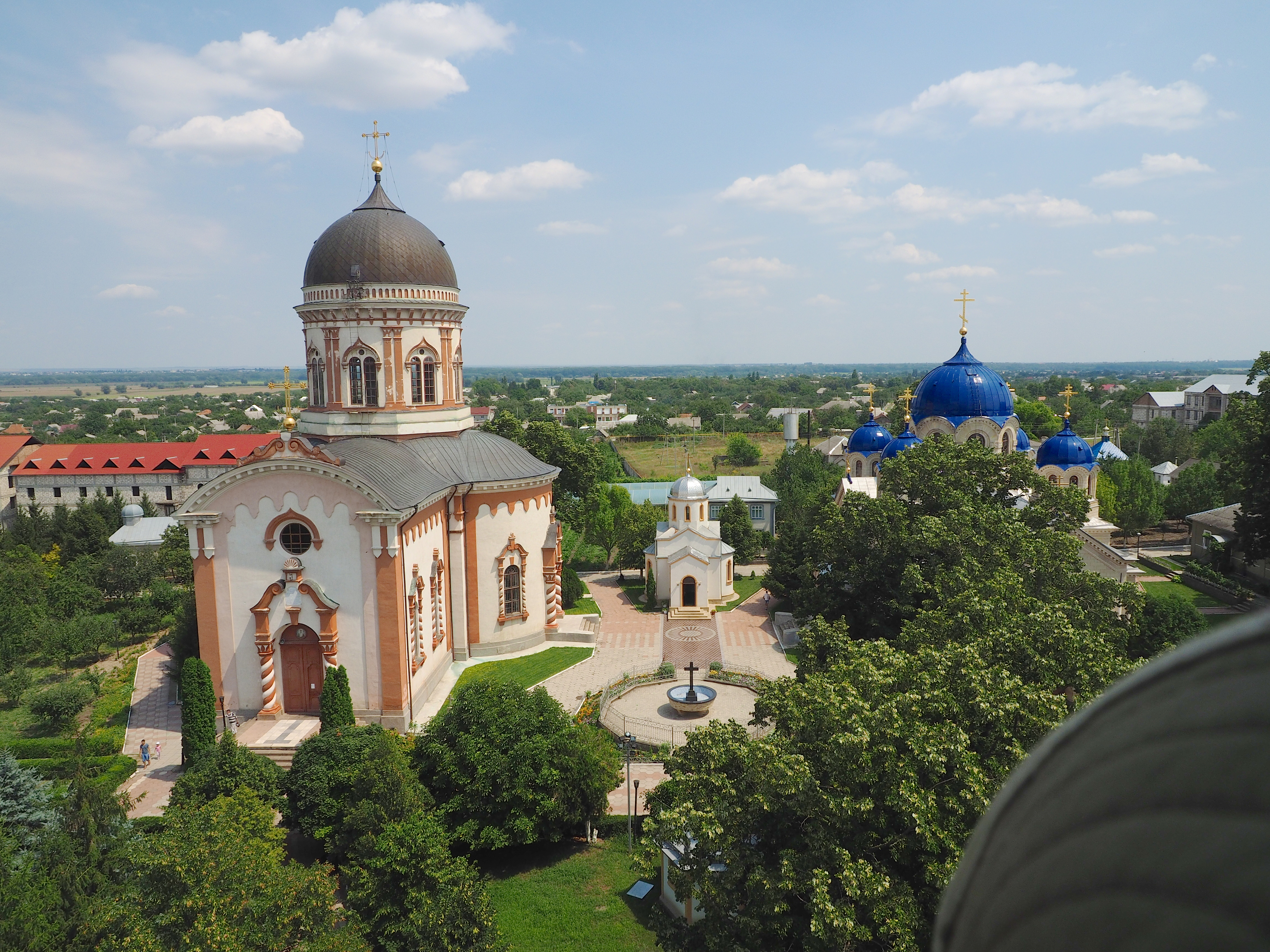
دير نول نامس

دعمت حكومة ترانسنيستريا ترميم وبناء كنائس أرثوذكسية جديدة. ويؤكد أن الجمهورية تتمتع بحرية الدين ويذكر أن 114 معتقدًا دينيًا وجماعة دينية مسجلة رسميًا. ومع ذلك، في عام 2009، واجهت بعض الجماعات الدينية، ولا سيما شهود يهوه، عقبات التسجيل.